# Laephotis
Laephotis (Thomas, 1901) è un genere di pipistrelli della famiglia dei Vespertilionidi, comunemente noti come orecchioni africani.

## Descrizione

### Dimensioni
Al genere Laephotis appartengono pipistrelli di piccole dimensioni, con lunghezza della testa e del corpo tra 45 e 59 mm, la lunghezza dell'avambraccio tra 32 e 38 mm, la lunghezza della coda tra 35 e 47 mm e un peso fino a 7,7 g.

### Caratteristiche craniche e dentarie
Il cranio presenta un rostro sottile e non piatto, mentre le arcate zigomatiche sono lunghe e quasi parallele. I denti sono simili a quelli del genere Histiotus.
Sono caratterizzati dalla seguente formula dentaria:

### Aspetto
I rappresentanti di questo genere sono molto simili a quelli del genere Histiotus. Le parti dorsali variano dal fulvo-olivastro al bruno ramato, mentre quelle inferiori dal marrone chiaro al grigio. Il muso è privo di peli, solitamente scuro e appiattito, talvolta con dei cuscinetti carnosi sui lati della bocca. Le orecchie in alcune specie sono enormi, arrotondate e separate, sebbene i margini interni siano molto vicini tra loro. Possono essere mantenute erette oppure piegate lateralmente ad angolo retto con la testa. Il trago è a forma di mezzaluna, con l'estremità arrotondata e un lobo alla base del bordo posteriore. La coda è lunga ed è inclusa completamente nell'ampio uropatagio.

## Distribuzione
Il genere è diffuso nell'Africa subsahariana e in Madagascar.

## Tassonomia
Il genere comprende 10 specie.
- Laephotis angolensis
- Laephotis botswanae
- Laephotis capensis
- Laephotis kyrinyaga
- Laephotis malagasyensis
- Laephotis matroka
- Laephotis namibensis
- Laephotis robertsi
- Laephotis stanleyi
- Laephotis wintoni